# Skupina (informatika)
V počítačové terminologii obecně pojem skupina odkazuje na skupinu uživatelů. Uživatelé mohou patřit do žádné, jedné nebo více skupin (některé systémy určují maximální počet). Hlavní účel těchto skupin je zjednodušení řízení skupin a bezpečnosti v počítačových systémech.
Předpokládejme, že oddělení počítačové vědy má síť, která je sdílená studenty a profesory. Oddělení má vytvořené dva seznamy složek. Do jednoho mají přístup studenti, do druhého profesoři. Bez skupin by musel správce přidat všem studentům oprávnění pro přístup do všech studentských složek a profesorům zase oprávnění pro přístup do všech profesorských složek. V případě většího množství lidí a složek by byl takovýto způsob nepraktický. S každým novým studentem nebo profesorem by správce musel přidat práva u všech složek.
Díky skupinám je takový úkol jednodušší. Vytvoří se skupiny pro studenty a profesory a přiřadí se do nich patřiční uživatelé. Celé skupině se může přiřadit oprávnění pro přístup do příslušné složky. Přidání nebo odebrání účtu se řeší řeší přímo u skupiny místo všech složek.

## Využití skupin
Příklady využití skupin:
- Řízení přístupu ke zdrojům (Access control, RBAC) jako je volné místo na disku a šířka pásma
- Správa identit což jsou autentizace, role a hierarchie uživatelů IT zdrojů, ale také hardware a aplikací, k nimž mají tito uživatelé přístup,
- Výchozí nastavení profilů - např. každý profesorský účet může mít ve své PATH určitou složku
- Třídění obsahu - zobrazí pouze ten obsah, který náleží příslušníkům skupiny

## Role
Některé systémy (např. servery LDAP od Sun/Netscape) rozlišují mezi skupinami a rolemi. Tyto pojmy jsou většinou rovnocenné, používají se zaměnitelně, jako synonyma. Hlavní rozdíl spočívá v tom, že u skupiny je její členství uloženo jako atribut skupiny, zatímco u rolí je členství uloženo v objektu uživatele jako seznam rolí, ke kterým patří. Rozdíl je v zásadě soutěží ve výkonu, jde o to, který typ přístupu bude rychlejší. Buď členství v dané kolekci (rychlejší pro skupiny) nebo výčet kolekcí, ke kterým daný uživatel patří (rychlejší pro role).